# Roderick Thorp
Roderick Mayne Thorp, Jr. (1 de setembre de 1936 - 28 d'abril de 1999) fou un novel·lista americà que es va especialitzar en novel·les policíaques.
La seva novel·la de 1966 The Detective es va adaptar com a pel·lícula sota el mateix nom, amb Frank Sinatra com a protagonista actuan el detectiu Joe Leland. Tanmateix, és més conegut per la seva seqüela, Nothing Lasts Forever, que va servir com a base per la pel·lícula Die Hard, amb Bruce Willis en el paper principal. Los Angeles Times va dir que la novel·la era "un llibre feroç, sanguinari i violent tan brillant en concepte i execució que s'hauria de llegir de cop."
Dues altres novel·les de Throp, Rainbow Drive i Devlin, es van adaptar com a telefilms.

## Biografia
Thorp va néixer al Bronx, Nova York Com a graduat d'universitat, Throp treballava a l'agència de detectius del seu pare. Més endavant, ensenyà literatura i escriptura creative en escoles i universitats de Nova Jersey i Califòrnia. També escrigué articles per a diaris i revistes.
Thorp va morir d'un atac de cor a Oxnard (Califòrnia).

## Novel·les
- Into the Forest (1961)
- The Detective (1966)
- Dionysus (1969)
- The Music of Their Laughter: An American Album (1970)
- Wives: An Investigation (1971)
- Slaves (1973)
- The Circle of Love (1974)
- Westfield (1977)
- Nothing Lasts Forever (1979) (adaptat posteriorment com a Die Hard)[1]
- Jenny and Barnum: A Novel of Love (1981)
- Rainbow Drive (1986)
- Devlin (1988)
- River: A Novel of the Green River Killings (1995)

## Filmografia
- The Detective (1968) (novel·la)
- Die Hard (1988) (novel·la)
- Die Hard 2 (1990) (certs personatges originals)
- Rainbow Drive (1990) (llibre)
- Devlin (1992) (llibre)
- Deep Down (1994) (Cast)
- Die Hard: With a Vengeance (1995) (certs personatges originals)
- Live Free or Die Hard (2007) (certs personatges originals)
- A Good Day to Die Hard (2013) (certs personatges originals)